# Mawwal

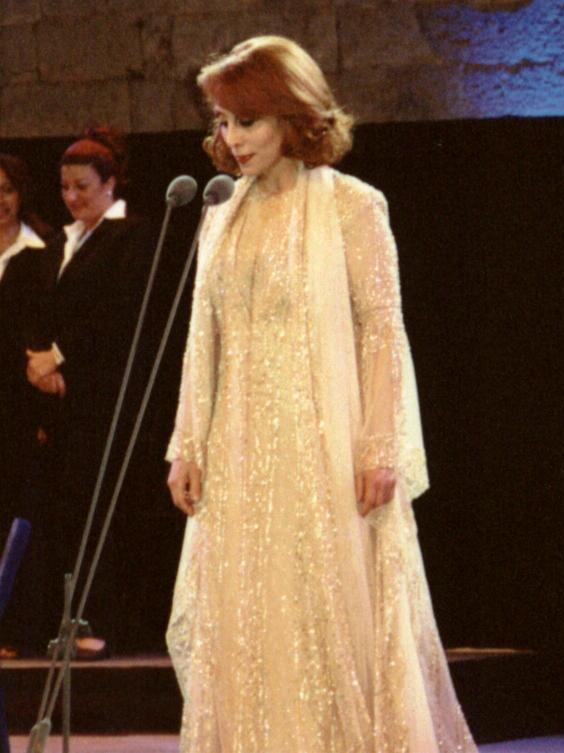
De Libanese zangeres Fairuz in 2001.

De mawwal (Arabisch: موال; meervoud: mawāwīl, مواويـل), ook gespeld als mawal, is een traditioneel en populair zanggenre binnen de Arabische muziek.
De mawwal is een vocale muziekstijl die sentimenteel van aard is. Ze wordt gekenmerkt door trage, emotionele zang die bestaat uit lange klinkerlettergrepen. Wanneer de mawwal in een lied wordt toegepast, vindt deze meestal plaats in het begin, als openingsgedeelte. De zanger of zangeres die een mawwal uitvoert, klaagt gewoonlijk over zijn of haar verdriet en verlangen, zoals over een vroegere geliefde of overleden familielid.
Doorgaans is een mawwal een vocale improvisatie op een Arabisch gedicht, of in sommige gevallen afgeleid van Egyptische folklore. 
De bekendste hedendaagse artiesten die de technieken van de mawwal beheersen, komen meest uit Libanon. Zangeressen als Fairuz, Sabah en Najwa Karam zijn hiervan goede voorbeelden. Ook Farid al-Atrash zong tijdens bijna al zijn concerten een mawwal.